# دانيال دورف
دانيال دورف (بالإنجليزية: Daniel Dorff)‏ هو ملحن أمريكي، ولد في 7 مارس 1956 في نيو روتشيل في الولايات المتحدة.

## وصلات خارجية
- دانيال دورف على موقع ميوزك برينز (الإنجليزية)